# Глава администрации города Екатеринбурга
Глава́ администра́ции го́рода Екатеринбу́рга — высшее, наряду с главой города, должностное лицо муниципального образования «город Екатеринбург», возглавлявшее высший орган исполнительной власти города — Администрацию города Екатеринбурга.
Должность упразднена 25 сентября 2018 года. Функция и полномочия главы администрации перешли к главе Екатеринбурга.

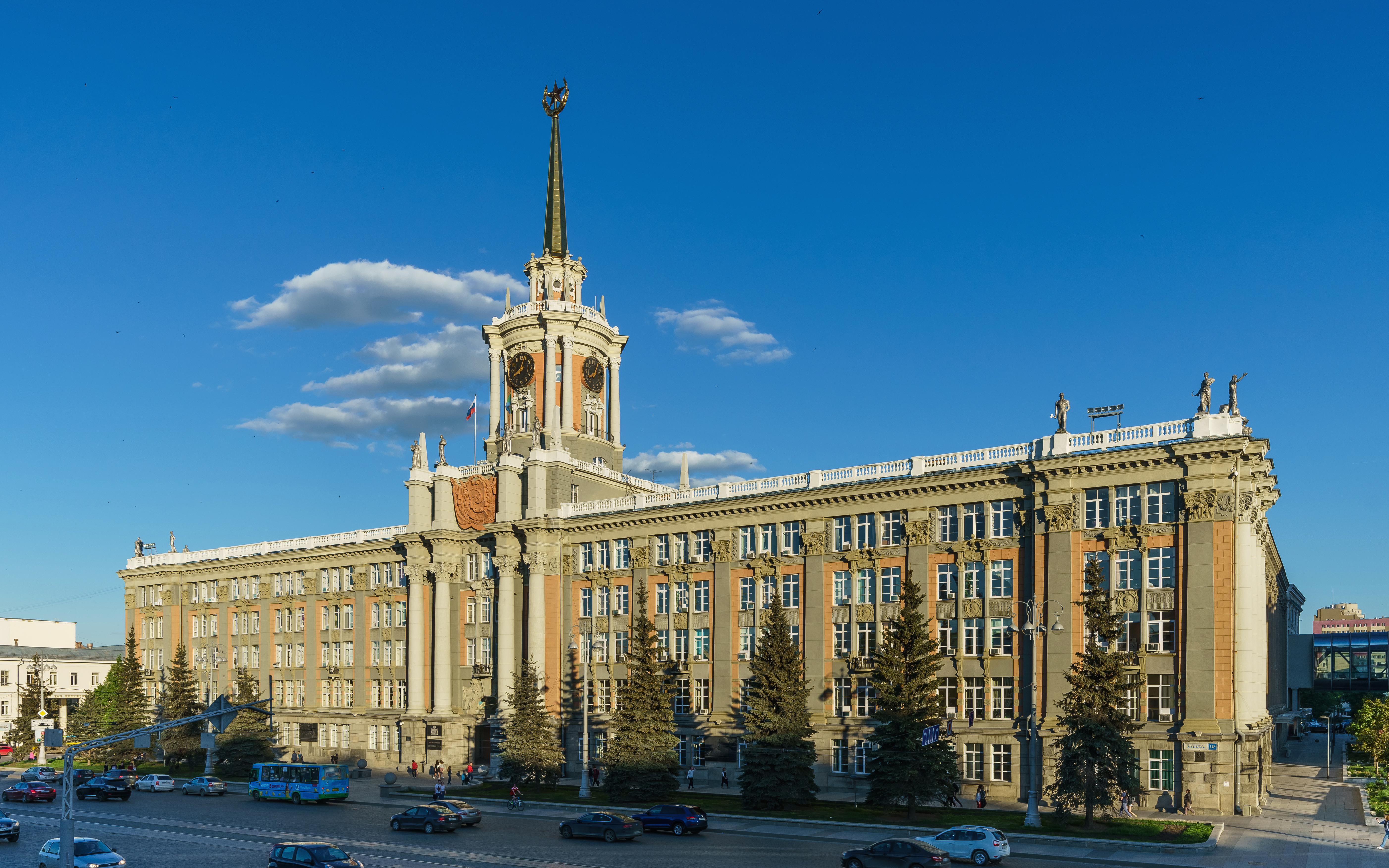
Здание администрации г. Екатеринбурга

## Полномочия
- Издает постановления и распоряжения Администрации города Екатеринбурга по вопросам организации работы Администрации Екатеринбурга;
- Защищает интересы муниципального образования в суде, арбитражном суде, а также в государственных органах;
- Осуществляет личный прием граждан;
- Опубликовывает изданные им нормативные правовые акты, затрагивающих права, свободы и обязанности человека и гражданина;
- Организует выполнение решений городской Думы в пределах своей компетенции;
- Организует работу по разработке проекта бюджета, проектов и планов социально-экономического развития муниципального образования;
- Распоряжается сметой доходов и расходов Администрации города Екатеринбурга;
- Организует исполнение отдельных государственных полномочий, переданных органам местного самоуправления муниципального образования федеральными законами и законами Свердловской области;
- Представляет на утверждение городской Думе проекты планов и программ развития муниципального образования, а также отчеты об их исполнении;
- Представляет проект бюджета муниципального образования на утверждение городской Думе, а также отчет об его исполнении;
- Дает заключения на проекты решений городской Думы, предусматривающих установление, введение в действие и прекращение действия местных налогов, порядок и основания установления налоговых льгот по местным налогам, осуществление расходов из средств бюджета города;
- Представляет городской Думе проекты решений, определяющих порядок управления и распоряжения имуществом, находящимся в муниципальной собственности;
- Представляет городской Думе проекты решений, определяющих порядок формирования, обеспечения размещения, исполнения и контроля за исполнением муниципального заказа;
- Представляет структуру Администрации города Екатеринбурга на утверждение городской Думе, формирует Администрацию города Екатеринбурга;
- Вносит на рассмотрение городской Думой проекты иных решений, принятие которых входит в компетенцию городской Думы;
- Подготавливает проект генерального плана и правил землепользования и застройки территории муниципального образования, а также решения о внесении изменений в генеральный план муниципального образования, в правила землепользования муниципального образования;
- Утверждает состав и порядок деятельности комиссии по подготовке проекта правил землепользования и застройки территории муниципального образования;
- Имеет право создавать, реорганизовывать и ликвидировать муниципальные предприятия и муниципальные учреждения;
- На принципах единоначалия руководит Администрацией города Екатеринбурга;
- Назначает/освобождает от должности муниципальных служащих, работников Администрации города Екатеринбурга и руководителей муниципальных унитарных предприятий и муниципальных учреждений;
- Применяет меры поощрения и дисциплинарной ответственности к муниципальным служащим и иным работникам Администрации города Екатеринбурга, а также к руководителям муниципальных унитарных предприятий и муниципальных учреждений;
- Организовывает охрану общественного порядка на территории муниципального образования;
- Обеспечивает первичные меры пожарной безопасности в границах муниципального образования, деятельности муниципальной пожарной охраны;
- Организует подготовку, переподготовку и повышение квалификации муниципальных служащих Администрации города Екатеринбурга и работников муниципальных учреждений;
- Формирует коллегию Администрации города Екатеринбурга и руководит её работой[2].
- Осуществляет иные полномочия, установленные федеральными законами и законами Свердловской области, настоящим Уставом и решениями городской Думы.

Тем не менее, глава администрации города Екатеринбурга подконтролен и подотчетен городской Думе.

## Главы администрации
- Александр Эдмундович Якоб —  7 декабря 2010 года  — 25 сентября 2018 года являлся главой администрации г. Екатеринбурга. За него проголосовали 30 из 31 депутатов городской думы.[3]